# Mistrzostwa Oceanii w Judo 1970
3. Mistrzostwa Oceanii w judo odbywały się w 1970 roku w Numei w Nowej Kaledonii. W tabeli medalowej tryumfowali zapaśnicy z Australii.

## Klasyfikacja medalowa
| Miejsce | Państwo   |   |   |   | Razem |
| ------- | --------- | - | - | - | ----- |
| 1       | Australia | 6 | 6 | 0 | 12    |
| Razem   | Razem     | 6 | 6 | 0 | 12    |

## Medaliści

### Mężczyźni
| Konkurencja: | Złoto:            | Srebro:        | Brąz: |
| −63 kg       | David Givney      | Robin Moffitt  | ----  |
| −70 kg       | Douglas Churchill | Peter Nash     | ----  |
| −80 kg       | Gary Ward         | Bill Broadhead | ----  |
| −93 kg       | Alex Bijkerk      | Andy Buchanan  | ----  |
| ponad 93 kg  | Lou Scholer       | Larry Edwards  | ----  |
| Open         | Andy Buchanan     | Gary Ward      | ----  |